# Calycosia trichocalyx
Calycosia trichocalyx är en måreväxtart som först beskrevs av Emmanuel Drake del Castillo, och fick sitt nu gällande namn av Emmanuel Drake del Castillo. Calycosia trichocalyx ingår i släktet Calycosia och familjen måreväxter. Inga underarter finns listade i Catalogue of Life.